# Amauromyza flavifrons
Amauromyza flavifrons is een vliegensoort uit de familie van de mineervliegen (Agromyzidae). De wetenschappelijke naam van de soort is voor het eerst geldig gepubliceerd in 1830 door Meigen.

## Waardplanten
Deze soort komt met name voor op Caryophyllaceae en in mindere mate ook Chenopodiaceae.